# Jenever
Il jenever (noto anche come junever, genièvre, genever, jeniever, peket o Jajem) è un distillato di frumento od orzo, al gusto di ginepro, dal quale si è evoluto il gin. È molto diffuso in Belgio e nei Paesi Bassi, tanto che l'Unione europea ha stabilito che solo le acquaviti prodotte in questi due paesi, in due province della Francia e due stati federati della Germania possono usare il nome jenever.

## Storia
Il jenever era originalmente prodotto per distillazione del malto (moutwijn in olandese) al 50% di titolo alcolometrico. Poiché il risultato non era adatto al palato a causa della primitiva tecnica di distillazione, furono aggiunte erbe per mascherarne il sapore troppo aspro. Le bacche di ginepro, jeneverbes in olandese (che proviene dal latino Juniperus), da cui jenever (e il nome inglese di gin), erano utilizzate per le loro presunte qualità medicinali.
C'è un'errata tradizione che attribuisce l'invenzione del jenever al chimico e alchemista olandese Franciscus Sylvius de Bouve. In ogni caso l'evidenza suggerisce che il jenever era già noto e utilizzato come medicinale nel XVI secolo. Già verso il 1606 (parecchi anni prima della nascita di Sylvius) gli olandesi hanno imposto accise sul jenever e sui liquori simili in quanto bevande alcoliche, il che fa pensare che il jenever non fosse già più ritenuto un medicinale. Inoltre, prima che Sylvius compisse dieci anni, il jenever comparve nel dramma di Philip Massinger del 1623 Il duca di Milano, ove ci si riferisce alla bevanda come geneva, che era l'anglicizzazione di jenever, che i soldati inglesi avevano "importato" tornando dalle battaglie combattute nei Paesi Bassi, inizialmente nel 1587 (molto prima della nascita di Sylvius) e poi ancora all'inizio del '600.

## Oude e jonge
Ci sono due tipi di jenever: oude (vecchio) e jonge (giovane). Non si tratta di invecchiamento ma di tecnica di distillazione. Intorno al 1900 divenne possibile distillare un tipo di alcool a elevata gradazione quasi neutro nel gusto, indipendentemente dall'origine. Una tendenza universale per un gusto più leggero e con gusto meno dominante, così come a prezzi più bassi, condusse allo sviluppo del blended whisky in Scozia e nei Paesi Bassi, al Jonge Jenever. Durante la prima guerra mondiale, la scarsità di cereali importati, e dunque di malto, favorì la promozione di queste miscele. Alcol derivante dalla melassa dell'industria della barbabietola da zucchero fu utilizzato come alternativa allo spirito da frumento. Si cominciò quindi a usare il termine oude per il jenever vecchia maniera e lo jonge per quella nuova, che contiene più frumento invece di orzo e può contenere anche alcool proveniente da zucchero puro. Oggi il jenever distillato solo da frumento e orzo è etichettato come Graanjenever.
Lo Jonge jenever può contenere non più del 15% di distillato di orzo e 10 grammi di zucchero per litro. Lo Oude jenever deve contenere almeno il 15% di distillato di orzo, ma non più di 20 grammi di zucchero per litro.
Il Korenwijn (vino di frumento) è una bevanda molto simile al jenever vecchio stile ed è spesso invecchiato per qualche anno in botti di quercia; esso contiene dal 51% al 70% di "vino d'orzo" e fino a 20 grammi per litro di zucchero.
Sebbene il nome oude jenever non significhi affatto che debba trattarsi di un liquore invecchiato, vi sono alcune distillerie che invecchiano il loro jenever in barili di quercia.

## Gusto
Il Jonge jenever ha un gusto neutrale, come la vodka, con un leggero aroma di ginepro e di vino d'orzo. Lo Oude jenever  ha un gusto più "liscio", molto aromatizzato da sapore di malto.
Lo Oude jenever è talvolta invecchiato in legno; i suoi aromi maltati, legnosi e fumosi ricordano il whisky.
Differenti frumenti usati nel processo di produzione, come orzo, grano, farro e segala forniscono differenti aromi di jenever.

## Denominazioni di origine controllata
Riconosciutone il contributo storico e culturale, l'Unione Europea protegge il jenever con 11 denominazioni o denominazioni di origine controllata delle quali gran parte sono esclusive del Belgio.
- Esclusivi del Belgio, dei Paesi Bassi, di piccole zone della Francia e della Germania: ginepro (jenever), ginepro di grano(graanjenever), ginepro di frutta (fruitjenever)
- Esclusivi del Belgio e dei Paesi Bassi: vecchio ginepro (oude jenever), giovane ginepro (jonge jenever)
- Esclusivi del Belgio: ginepro O'de Flander vero Est-Fiandre  (O'de Flander Echte Oost-Vlaamse graanjenever), Hasselt genever (Hasseltse jenever), ginepro Balegem (Balegemse jenever), e Peket (Pékèt)
- Esclusivi di due province della Franca: ginepro delle Fiandre Artois (genièvre Flandres Artois)
- Esclusivo di stati della Germania: ginepro di cereale di grano dell'East-Frisia  (Ostfriesischer Korngenever)